# Abella Danger
Abella Danger (Miami, 19 novembre 1995) è un'ex attrice pornografica e regista statunitense.

## Biografia
Di origini ebraiche, è nata a Miami, in Florida. Prima di entrare nell'industria pornografica, ha lavorato in un centro commerciale.

## Carriera
Entra nel giro del porno su invito del suo ragazzo dell'epoca e gira la sua prima scena in Florida per la casa di produzione Bang Bros nel luglio 2014 e, dopo averne realizzate altre sette, si trasferisce a Los Angeles, dove prende contatto con l'agente Mark Spiegler che inizia a rappresentarla. Nei primi mesi del 2016 le vengono conferiti i premi per la miglior debuttante (riferiti alle pellicole del 2015) sia nell'ambito dei premi AVN che di quelli XBIZ.
Ha partecipato nel 2017 alla seconda edizione di Brazzers House, dove è arrivata quarta, mentre l'anno successivo partecipa come ospite della terza puntata. Dal 2019 ha un contratto in esclusiva con Brazzers. Nel 2020, a seguito della pandemia di COVID-19, si è ritirata dall'industria pornografica.
Nel 2021 è apparsa come protagonista del video della canzone Shake It di Bella Thorne, e nel 2024 ha partecipato al videoclip di Yo Sabía di Gaby Music, Zion & Lennox e Chanell.

## Vita privata
Ha praticato per molti anni danza classica. Ha dichiarato che il nome Abella Danger è uno pseudonimo. Si è iscritta all'Università di Miami alla facoltà di filosofia con una specializzazione in studi classici.
Ha raccontato di avere una relazione dal 2020 con un avvocato.

## Filmografia parziale

### Pornografia

#### Attrice
- Abella Danger: Electrofucked for Her 19th Birthday! (2014)
- Bang Bros Invasion 7 (2014)
- Belladonna: Fetish Fanatic 15 (2014)
- Big Booty Girl Worships Big Black Cock (2014)
- Fill Me With Your Orgasm 3 (2014)
- Fetish Fanatic 15 (2014)
- Latina Deepthroats on the Border (2014)
- Lesbian Adventures - Wet Panties Trib 7 (2014)
- Lick It Up 6 (2014)
- Make'em Sweat #5 (2014)
- My Sister The Cheerleader (2014)
- My Young Girl Obsession 3 (2014)
- Raw 20 (2014)
- Two Teens vs BBC (2014)
- A Higher Protocol: The Nineteen Year Old Petitioner and the Anal Bondage Slave (2015)
- Abella and Nicole Duel for the Affection of Their Dominatrix (2015)
- Abella Danger: Throated Contest (2015)
- Abella Danger - Deepthroat Challenge 2015 (2015)
- Abella Danger in Brutal Bondage and Tormented (2015)
- Abella Danger's a Anal Sex Slut (2015)
- Abella's Ass Is in Danger (2015)
- Abella Danger's Anal Submission, Day Two (2015)
- Abella Danger's First Submission (2015)
- Abella Danger's Punished in Tight Bondage (2015)
- Abella Danger in 'Anal Workout (2015)
- Abella's Ass Is In Danger (2015)
- All Access Abella Danger (2015)
- Anal Angels (2015)
- Anal Boot Camp 3 (2015)
- Anal Corruption 3 (2015)
- Anal Cuties 2 (2015)
- Anal Hotties (2015)
- Anal Intervention (2015)
- Anal Verified (2015)
- Anal Workout 3 (2015)
- Analmals (2015)
- Ass Parade 52 (2015)
- Asspirations 2 (2015)
- Babes Illustrated: Girls in Lust (2015)
- Babysit My Ass 6 (2015)
- Babysitters Taking on Black Cock 2 (2015)
- Barely Out Of School (2015)
- Belladonna: Fetish Fanatic 16 (2015)
- Belladonna: Fetish Fanatic 18 (2015)
- Bet Your Ass (2015)
- Big Ass Dreams (2015)
- Big Ass Explosion (2015)
- Big Booty Tryouts (2015)
- Big Butt Teen Ass Fucked to Pay BF Debt (2015)
- Big Round Asses (2015)
- Black and White 4 (2015)
- Blast on the Ass (2015)
- Bombshells 6 (2015)
- Booty Queen (2015)
- Booty Shaking and Deepthroating (2015)
- Boss Dominates Horny Employee (2015)
- Buttman: Toy Master (2015)
- ButtSlammers (2015)
- Cherry Spot Vol. 8: Hot and Tight (2015)
- Creeping Tom (2015)
- Cum Exchange 2 (2015)
- Daddy Likes My Big Ass (2015)
- Dana DeArmond Loves Girls (2015)
- Deep Anal Action (2015)
- Deep in Abella (2015)
- Deepthroat BJ (2015)
- Diamonds in the Rough (2015)
- Dominations (2015)
- Don't Tell Daddy 1 (2015)
- Enter Her Exit (2015)
- Erotic Seduction (2015)
- Fetish Fanatic 16 (2015)
- Fetish Fanatic 18 (2015)
- Femdom Freaks (2015)
- Flesh (2015)
- Girl Train 3 (2015)
- Girl Train 4 (2015)
- Girl Train 5 (2015)
- Girls of Bang Bros 45: Abella Danger (2015)
- Gymnast Bella Danger Must Endure Rope Bondage (2015)
- Hardcore Anal in Strict Bondage, 19 Year Old Abella Danger, Day One (2015)
- Hardcore Heaven 2 (2015)
- Hardcore Pleasures 4 (2015)
- His Ass Is Mine (2015)
- Ho in Headlights (2015)
- Hot Bodies Vol. 1 (2015)
- How to Train Your Teen's Ass (2015)
- Internal Damnation 9 (2015)
- Interracial Ambush (2015)
- Interracial Threesomes 2 (2015)
- It's a Daddy Thing 6 (2015)
- Jewish American Princess (2015)
- Kissa's Ass Is In Danger (2015)
- Latina Sex Tapes 21 (2015)
- Lesbian Adventures: Strap-On Specialists 9 (2015)
- Lesbian Adventures: Wet Panties Trib 7 (2015)
- Lesbian Fanatic (2015)
- Lick My Ass (2015)
- Lock & Load (2015)
- Love Hate Fuck Relationship (2015)
- Make 'Em Sweat 2 (2015)
- Making Cock Disappear (2015)
- Manhandled 6 (2015)
- Manuel Ferrara's Reverse Gangbang 3 (2015)
- Manuel's Fucking POV 4 (2015)
- Marina Angel Endures Lesbian Domination Threesome with Esmi Lee & Abella Danger (2015)
- Marina Angel Loves Lesbian Double Penetration with Esmi Lee & Abella Danger (2015)
- Massive Asses 8 (2015)
- Mean Bitches POV 10 (2015)
- Mick's Anal Teens 2 (2015)
- Mind Fucked (2015)
- Miss Tushy (2015)
- Missy Martinez: Fucked Ra (2015)
- Monsters of Cock 54 (2015)
- More Than Friends 1 (2015)
- Mother Lovers Society 13 (2015)
- My Anal Assistant 3 (2015)
- My Brother and I (2015)
- Naughty America 20221 (2015)
- Newbies 1 (2015)
- Now Daddy! (2015)
- Nutz About Butts (2015)
- Oil & Anal (2015)
- Oil Overload 13 (2015)
- Once You Go Black... Will It Fit (2015)
- One Thick and Juicy Client (2015)
- Orlando vs Abella Danger (2015)
- Outdoor Rough Sex for a Ride (2015)
- Pope vs Abella Danger (2015)
- Porn in the USA 5 (2015)
- Post Workout Fuck Fest with Step Mom (2015)
- Private Insemination (2015)
- Real Buttwoman Returns (2015)
- Remy's Angels (2015)
- Secret Sleepover (2015)
- Shades Of Scarlet 2: Higher Power (2015)
- Slave to Desire: Maitresse Madeline dominates 19-year-old lesbian anal slut! (2015)
- Sleeping With Danger (2015)
- Slurpy Throatsluts 3 (2015)
- Slutty & Sluttier 24 (2015)
- Spiegler Girl's Deepthroat (2015)
- Squirt in My Gape 4 (2015)
- Squirting Anal Orgasm!! Fisting Gapes and ATMh Make Savanna Squirt (2015)
- Straight Outta Chatsworth (2015)
- Straight Up Anal (2015)
- Strap Some Boyz 4 (2015)
- Surprise Lesbian (2015)
- Teen-aholics 5 (2015)
- Teens In Tight Jeans 6 (2015)
- The Anal Ravaging of Abella Danger (2015)
- The Bombshells 6 (2015)
- The Booty Queen (2015)
- The Cum Exchange 2 (2015)
- The Pope DESTROYS Abella Danger!! (2015)
- The Pope vs Abella Danger (2015)
- The Real Buttwoman Returns (2015)
- The Upper Floor 36800 (2015)
- The Upper Floor 37600 (2015)
- Tie Me Up (2015)
- Top Models (2015)
- Triple BJs (2015)
- True Detective: a XXX Parody (2015)
- True Detective: A XXX Parody 2 (2015)
- Wet Asses 5 (2015)
- Young and Delicious 2 (2015)
- 3 Days of Danger - Day 2 - Abella Suffers at the Hands of the Pope (2016)
- 2 Girls 1 Huge Cock: Re-Released (2016)
- 5 Girls, 1 James Deen (2016)
- 19 Year Old Sex Slaves Anally Violated (2016)
- A Match Made Up the Ass (2016)
- Abella (2016)
- Abella Bets Her Butt (2016)
- Abella Danger's 1st IR Anal (2016)
- Abella Danger's Anal Sextape (2016)
- Abella Danger's Sloppy Blowjob (2016)
- Adriana Chechik Is Evil (2016)
- Anal Royalty (2016)
- Anal Submission of Abella Danger (2016)
- Anal Teen Supreme (2016)
- Anal Visions (2016)
- Anal Warriors 3 (2016)
- Anikka's Anal Sluts 2 (2016)
- Ass Tricks (2016)
- Asshole Training 2 (2016)
- Battle of the Asses 6 (2016)
- Best New Starlets 2016 (2016)
- Big Anal Asses 5 (2016)
- Big Ass Curves 7 (2016)
- Big Butt Anal Threesomes (2016)
- Big Butt Girls Club 5 (2016)
- Booty Lust (2016)
- Booty Movie 4 (2016)
- Braless Is Better (2016)
- Bus Bench Creepin (2016)
- Buttman Focused 11 (2016)
- Choked and Soaked (2016)
- Coffee House Hook Up (2016)
- Come Inside Me (2016)
- Cream In My Teen 8 (2016)
- Creampie Virgins 2 (2016)
- Cum Get It 2 (2016)
- Curvy Girls 8 (2016)
- Day With a Pornstar 5 (2016)
- Dirty Masseur 12 (2016)
- Dirty Talk 3 (2016)
- DNA (2016)
- Don't Tell Daddy (2016)
- DP Masters 4 (2016)
- Dr. Jekyll & Mrs. Hyde: Part Two (2016)
- Dyke Bar 3: Abella Danger fisted, DP'd and dominated by wild lesbians! (2016)
- Erotic Seduction (2016)
- Erotic Seduction 2 (2016)
- Femdom Handjobs (2016)
- Filthy Fucks (2016)
- First Dates Volume 1 (2016)
- Fitness Sluts (2016)
- Free Anal 2 (2016)
- Fuck Girls (2016)
- Fucking Flexible 2 (2016)
- Girl's Day Out (2016)
- He's in Charge (2016)
- Heaven (2016)
- Hot As Fuck 2 (2016)
- I Came On James Deen's Face 8 (2016)
- Infidelity (2016)
- Inner Demons (2016)
- Interracial Anal (2016)
- Interracial Booty Vol. 1 (2016)
- It's a Sister Thing! (2016)
- Jewish American Princess (2016)
- King James: The Second (2016)
- Kittens and Cougars 11 (2016)
- Lesbian Adventures: Older Women, Younger Girls 9 (2016)
- Lesbian Analingus 9 (2016)
- Lesbian Workout 2 (2016)
- Live Webcam Archives - Episode 14 (2016)
- Lock And Load (2016)
- Madelyn, Teanna And Abella Deepthroat A Huge Cock (2016)
- Mandingo Challenge (2016)
- Manuel DPs Them All 5 (2016)
- Manuel's POV 2 - All Anal (2016)
- Mick Blue's Best Day Ever (2016)
- Mom's Magic Massage (2016)
- Mother Lovers Society 16 (2016)
- Mouth Service (2016)
- My Sister Has a Big Round Ass (2016)
- My Wife's 1st Cuckold 2 (2016)
- Naturally Delicious (2016)
- Oiled Up Anal (2016)
- Perv City University Anal Majors 2 (2016)
- Phat Ass White Girls 19: P.A.W.G. (2016)
- Playing with Handcuffs & Shackles (2016)
- Porn stars and the dead grandma excuse (2016)
- Prized Pussy (2016)
- Project Pandora: A Psychosexual Lesbian Thriller (2016)
- Proposal (2016)
- Pure Bush 3 (2016)
- Rachael, Abella, And Karmen Have A Cum Swapping Party (2016)
- Raw 28 (2016)
- Reunited (2016)
- Riley & Abella (2016)
- Rocco's Perfect Slaves 9 (2016)
- Seduction Of Abella Danger (2016)
- Sex Games (2016)
- Sexual Desires of Abella Danger (2016)
- Sexual Fraud (2016)
- Sinning With My Sister (2016)
- Sins Life 2 (2016)
- Squad Goals (2016)
- Stepmom Videos 7 (2016)
- Stepmom Videos 8 (2016)
- Strap Attack All-Stars (2016)
- Swallowed (2016)
- The Mandingo Challenge (2016)
- The Pope vs Abella Danger - 3 Days of Danger - Day 3 (2016)
- The Proposal (2016)
- The Sins Life 2 (2016)
- Threesome Fantasies Fulfilled 9 (2016)
- Training My Neighbor (2016)
- Two Porn Sluts Bound and Suffering (2016)
- Wetter Better Asses (2016)
- What's Next? 2 (2016)
- When Girls Play 2 (2016)
- Whos At The Door (2016)
- Wild On Cam 12 (2016)
- Winner's Circle (2016)
- Working Late (2016)
- Yoga Freaks (2016)
- Young Sex Freaks 2 (2016)
- Your Biggest Fan Part I (2016)
- Your Biggest Fan Part II (2016)
- Your Dirty Daughter (2016)
- 2 Chicks Same Time 25 (2017)
- 3 Cock Feast (2017)
- 4 Eyes, 3 Holes (2017)
- Abella Begs You For Cock (2017)
- Abella Behind the Scenes! (2017)
- Abella Danger & Charles Dera in I Have a Wife (2017)
- Abella Danger: Anal Punishment from James Deen (2017)
- Abella Danger Fucks Man in the Ass in Her First Divine Bitches Shoot!! (2017)
- Abella Danger Gagged Bondage Orgasms (2017)
- Abella Danger Gets Slammed by Her Step Brother (2017)
- Abella Danger Is A Dangerous Treat (2017)
- Abella Danger on the Bus (2017)
- Abella Danger Submits in Her Most Brutal Shoot to Date (2017)
- Aiden's Angels (2017)
- Aiden Loves Butts (2017)
- Anal Artist (2017)
- Anal Bitch (2017)
- Anal Cravings (2017)
- Anal Destruction (2017)
- Anal Fitness Sluts (2017)
- Angela Loves Women 3 (2017)
- Art of Older Women (2017)
- Ass Masterpiece 17 (2017)
- Ass Parade 59 (2017)
- Ass vs Pussy 4 (2017)
- Axel Braun's Big Ass Anal Movie (2017)
- Azz Fantastic (2017)
- Babes in Butts (2017)
- Bad Company (2017)
- Bang POV 7 (2017)
- Becoming Her (2017)
- Best of Buttfucks (2017)
- Best Workout Ever (2017)
- Big Booty Anal Experiences (2017)
- Big Booty Babe Begs for Hard Fuck (2017)
- Big Booty Balling (2017)
- Big Wet Interracial Asses 2 (2017)
- Black Is Better 4 (2017)
- Black To School (2017)
- Bounce (2017)
- Brazzers House 2 (2017)
- Brett Rossi's Schoolgirl Massacre (2017)
- Brunette Heaven (2017)
- Can You Handle This? 3 (2017)
- Caught Masturbating in the Woods (2017)
- Danger Ass (2017)
- Dark Side of Her Moon 4 (2017)
- Deviant Devil - Dahlia Sky (2017)
- Dirty Little Gamer (2017)
- Doctor's Orders 2 (2017)
- Don't Tell Hubby (2017)
- Down In The Bush (2017)
- Dredd (2017)
- Dysfucktional: Blood Is Thicker Than Cum (2017)
- Exposed (2017)
- Extradition (2017)
- Footsie Babes More Foot Fetish 6 (2017)
- Fuck Me Silly 2 (2017)
- Gaggers 2 (2017)
- Gape Queens (2017)
- Girls That Like Girls (2017)
- Groupist 2 (2017)
- Group Sex 2 (2017)
- Hair Pies 2 (2017)
- Hair Supply 4 - Anal Edition (2017)
- Happy Rear-Ending! (2017)
- Hookup Hotshot We Met On The Net (2017)
- Horny Latin Teens 3 (2017)
- Horny Stunner Shares BF's Cumshot (2017)
- HR Nightmare (2017)
- I Want My Sister 3 (2017)
- In Need of Assistance (2017)
- Inner Demons (2017)
- Interracial Dreams (2017)
- Interracial Family Needs 2 (2017)
- Interracial Icon Vol. 4 (2017)
- James Deen Loves Butts 5 (2017)
- Jessica Drake Is Wicked (2017)
- Jews Love Black Cock (2017)
- Juicy Licks 3 (2017)
- Just Like My Sister (2017)
- Latina Massage (2017)
- Lesbian Anal (2017)
- Lesbian Anal Asses (2017)
- Lesbian Anal Strap-On (2017)
- Lesbian Interracial (2017)
- Lesbian Muff Munchers 7 (2017)
- Lesbian Squirting Orgy (2017)
- Lesbo Pool Party 7 (2017)
- Mandingo Massacre 13 (2017)
- Masseuse 11 (2017)
- Me and Mommy's Messy Mouth 2 (2017)
- Mistress (2017)
- Mom Wouldn't Like That (2017)
- Monsters of Cock 68 (2017)
- More Danger (2017)
- My Face 3 (2017)
- My Infatuation (2017)
- Naughty Book Worms 48 (2017)
- Obsession (2017)
- Oil Explosion 2 (2017)
- One Step Ahead (2017)
- Our New Roommate (2017)
- Our Sorority Sucks (2017)
- Perfect Latin Pussy 4 (2017)
- Performers of the Year 2017 (2017)
- Please Make Me Lesbian! 14 (2017)
- Psychotic Behavior (2017)
- Putting In Work (2017)
- Riley Goes Gonzo 2 (2017)
- Riley Reid Is Evil (2017)
- RK Prime 5 (2017)
- RK Prime 6 (2017)
- Sexy Cop Does Splits on Cock (2017)
- Share My Boyfriend 3 (2017)
- Sit on It and Spin (2017)
- Sluts Abella Danger and Janice Griffith get punished by Chris Strokes Big Cock AB001 (2017)
- Sneaky Salon Sluts (2017)
- Sperm Diet 2 (2017)
- Starlets Of the Year 3 (2017)
- Strap-On Anal (2017)
- Strippers Love Anal (2017)
- Student Bodies 6 (2017)
- Stunning Butts 5 (2017)
- Summer Sluts (2017)
- Surrender To Anal 2 (2017)
- Swallow My Squirt 8 (2017)
- Swallowed 10 (2017)
- Swallowed 12 (2017)
- Teach Me To Squirt (2017)
- Teens Love Huge Cocks 18 (2017)
- Teens Massage BBC (2017)
- Tell Me Something Dirty (2017)
- Tell Me Who's Your Favorite (2017)
- The Art of Older Women (2017)
- The Best of Both Worlds: Part 1 (2017)
- The Best of Both Worlds: Part 2 (2017)
- The Masseuse 11 (2017)
- The Object of My Affection (2017)
- The Sex Toy (2017)
- Threesome Encounters Volume 2 (2017)
- Tied Spread and Cumming (2017)
- Til Sex Do Us Part (2017)
- Tonight's Girlfriend 61 (2017)
- Unleashing Desires (2017)
- Vaginal Stimulation: A ZZ Medical Study (2017)
- Watching Her (2017)
- Weekend With My Uncle 2 (2017)
- When Girls Play 2 (2017)
- Whores at Home 2 (2017)
- XXX Rub Down 2 (2017)
- Yoga Girls 4 (2017)
- Young & Beautiful 3 (2017)
- 305 Miami Mayhem (2018)
- 1st Lesbian Anal (2018)
- A Kinky Family (2018)
- A Sneaky Threesome Situation (2018)
- A Trailer Park Taboo (2018)
- A Trailer Park Taboo: Part 3 - Hell Is Other People (2018)
- Abella Gets Physical (2018)
- Abella Orgasms in Rope Bondage (2018)
- Abella DangerASS Conquers Us All (2018)
- Abella Danger Takes 2 Dicks in Her Ass (2018)
- After Dark (2018)
- After Dark Part 5 (2018)
- All Anal 1 (2018)
- All Anal Rookie Team (2018)
- Anal at the Office (2018)
- Anal Beauty 9 (2018)
- Anal Centerfolds 2 (2018)
- Anal Destruction 4 (2018)
- Anal Dreams (2018)
- Anal Freaks 3 (2018)
- Anal Gape Challenge (2018)
- Anal Nymphos Anal Legends 4 (2018)
- Anal Party (2018)
- Anal Sharing (2018)
- Anal Taste Test (2018)
- Ass That Won't Quit 2 (2018)
- Bad Bitches Break In (2018)
- Bad Girl Justice (2018)
- Bang Bus 69 (2018)
- Bang POV Anal 2 (2018)
- BDSM Babe Abella Danger (2018)
- Becoming Elsa: A Coming of Age Story (2018)
- Best of Rough Anal (2018)
- Big Booty Balling (2018)
- Big Butts (2018)
- Black and Blonde Vol. 4 (2018)
- Black Stepdad Works Out His Stepdaughter (2018)
- Blacked Raw V6 (2018)
- BLOW: A DP XXX Parody (2018)
- Booty Oil (2018)
- Bottom Heavy (2018)
- Brazzers House 2 (2018)
- Brazzers House 3: Episode 3 (2018)
- Brazzers House 3: Unseen Moments (2018)
- Breastfeeding the Babysitter (2018)
- Brunette Perfection 3 (2018)
- Bush Wackin' Stepsister's Muff (2018)
- Bush Worship (2018)
- Camgirl (2018)
- Creepy Blackmail (2018)
- Cuckold Sessions 29 (2018)
- Darkest Shade (2018)
- Devious Dana DeArmond Trains Her Step-Daughter For Anal Whore Service (2018)
- Divine Bitches 26 - the Furies of Femdom (2018)
- Dominate Me Professor (2018)
- Eat Her, Cheater! (2018)
- Everybody Loves Abella Danger (2018)
- Fight Me, Bitch! (2018)
- Finally Getting Anal With This Huge Cock (2018)
- First Impressions (2018)
- Fix me (2018)
- Floozy Fantasies (2018)
- Fool Me Once... (2018)
- Fooling Around With My Almost Uncle (2018)
- Fuck Me Silly 4 (2018)
- Fur Patch (2018)
- Gape (2018)
- Gia's 1st Lesbian Anal (2018)
- Girlfriends Gone Wild (2018)
- Her 1st Lesbian Anal (2018)
- Highlighting Her Curves (2018)
- Hookup Hotshot - Extreme Anal Highlights (2018)
- Horny Hotties 2 (2018)
- Hot Body Abella Danger Disciplined and Made to Cum in Rope Bondage!! (2018)
- I Caught My Wife Fucking the Help! 2 (2018)
- I Kissed a Girl and I Liked It 8 (2018)
- Icons No. 1 (2018)
- In the Rim - It's A Girlfriend's Thing (2018)
- In the Room (2018)
- Interracial Threesomes (2018)
- Just Like My Sister (2018)
- Knocking On Stepbros Morning Wood (2018)
- Lesbian Adventures - Strap-On Specialists 13 (2018)
- Lesbian Anal Asses 2 (2018)
- Lesbian Babysitters 15 (2018)
- Lesbian DP (2018)
- Lesbian Encounters (2018)
- Lesbian Muff Munchers 10 (2018)
- Lesbian Stepsisters 6 (2018)
- Locked Out (2018)
- Me, My Wife and the Maid (2018)
- Mind Fuck Backdoor Psychology (2018)
- Mind Fuck Dicknosis (2018)
- MOFOS Lab 2 (2018)
- Mr. Nice Guy (2018)
- My Black Stepdad (2018)
- My Daughter's Boyfriend 15 (2018)
- My Tight Pussy Needs A Workout (2018)
- One on One (2018)
- Oops... I fucked my sister's boyfriend (2018)
- Paparazzi (2018)
- Performers of the Year 2018 (2018)
- Pillow Talk (2018)
- Pornstar Workout 3 (2018)
- Pristine Lily Labeau (2018)
- Queen of The Dick (2018)
- Radiant Booty 2 (2018)
- Raw 33 (2018)
- Real Porn Adventures 3 (2018)
- RK Prime 9 (2018)
- Rock Out With No Cocks Out (2018)
- Shower Her With Stockings (2018)
- Size Does Matter 13 (2018)
- Sneaky Sex 4 (2018)
- Sperm Filled Teens 3 (2018)
- Spreader Bar Bondage Orgasms (2018)
- Squirt for Me Vol. 5 (2018)
- Starlets of the Year 4 (2018)
- Sting (2018)
- Sun-Lit 3 (2018)
- Swinger's Getaway Vol. 3 (2018)
- Taking A Huge Dick In Her Big Ass (2018)
- The Darkest Shade (2018)
- The Easter Hunny (2018)
- The Kissing Booth (2018)
- The Sting (2018)
- The Touch of Another Man (2018)
- Trailer Park Taboo (2018)
- Untangling (2018)
- Up My Ass! 2 (2018)
- Vrod Gets Dangerass (2018)
- Whisking Abella Away From Danger (2018)
- Whoops I Slipped! (2018)
- Whorecraft: Legion of Whores Vol. 1 (2018)
- Women Loving Girls 3 (2018)
- World Of BangBros: She Likes It Rough Vol. 1 (2018)
- Yoga Freaks: Episode 9 (2018)
- Young Desire (2018)
- Zebra Girls 6 (2018)
- A Call Girl's Story (2019)
- Abellas Natural Habitat (2019)
- Abella Danger craves two cocks AB019 (2019)
- Abella Danger Getting Hot Anal Sex (2019)
- Abella Danger Meets Vlad for Anal (2019)
- Anal Craving Satisfaction (2019)
- Anal Fantasies 6 (2019)
- Anal Perfection 8 (2019)
- Anal Threesomes 5 (2019)
- Ass Worship 17 (2019)
- Bad Samaritans (2019)
- Best Butt Sluts 2 (2019)
- Best of the Masseuse (2019)
- Bound To Be A Happy Birthday (2019)
- Curbed (2019)
- Doctor's Orders Vol. 4 (2019)
- Dont Bring Your Husband To The Salon (2019)
- Erotic Massage Stories 12 (2019)
- Exit 118:Episodio #1.1 (2019)
- Exit 118:Episodio #1.3 (2019)
- First Times & Second Chances (2019)
- Girls Night Part 1 (2019)
- Girls Night Part 3 (2019)
- Grand Theft Moto (2019)
- Happy Hour Hideaway (2019)
- Her & Him (2019)
- Her Ex Fucks Her The Best (2019)
- High Sexpectations (2019)
- Holding Out & Giving In (2019)
- Hot and Mean 19 (2019)
- Join the Squad (2019)
- Lesbian Anal Strap-On 3 (2019)
- Lesbian Stepsisters 8 (2019)
- Like Its 1776 (2019)
- Milk Bath Splash (2019)
- My Horny Coworker (2019)
- Oil and Ass 3 (2019)
- Oktoberfest Brats (2019)
- On the Job (2019)
- Phone Service Skills (2019)
- Pre party (2019)
- Private Listing: Bareback (2019)
- Queen A (2019)
- Raw 36 (2019)
- Santa's Naughty Elves: Part 2 (2019)
- SCHOOLED!: Tiebreaker Teacher (2019)
- Shower Curtain Cock (2019)
- Shower Head (2019)
- Sneaking In The Back Door (2019)
- Sorority Rush Week (2019)
- Sorority Rush Week: Pledge Problems (2019)
- Study Break (2019)
- The Invitation (2019)
- The "It" Couple (2019)
- Triple the Fun (2019)
- Twerking Practice (2019)
- Twisted Family Secrets 4 (2019)
- Unfolding (2019)
- Wet Bubbly Mouth (2019)
- Will Work for Pussy (2019)
- Word of Mouth (2019)
- You're Not Going Anywhere (2019)
- You Will Regret This (2019)
- 8th Street Latinas 40 (2020)
- A Young Girl's First Orgasm 2 (2020)
- Anal Euphoria 4 (2020)
- Anal Stockings Sluts (2020)
- Analized Member Favorites (2020)
- BBC Threesomes 2 (2020)
- Dancing Domme (2020)
- Game Night II (2020)
- Housewife 1 on 1 Vol. 52 (2020)
- Participant Observation: Part 1 (2020)
- 8th Street Latinas 43 (2021)
- Young Girls Squirt 2 (2021)
- 8th Street Latinas 42 (2022)
- Ass Worship 18 (2022)

#### Regista
- Hide And Seek (2019)
- Don't Break Me 31 (2022)

### Videoclip musicale
- Shake it (2021)
- Yo Sabía (2024)

## Riconoscimenti
Fin dai primi anni dopo il suo debutto, Abella Danger ha ricevuto diversi premi e nomination:
- AVN Awards
  - 2015 – Candidatura a Cutest Newcomer (Fan Award)[14]
  - 2016 - AVN Award Best New Starlet[15]
  - 2016 - Hottest Newcomer (Fan Award)[15]
  - 2016 – Candidatura a Best Girl/Girl Sex Scene per All Access Abella Danger con Phoenix Marie[16]
  - 2016 – Candidatura a Best Group Sex Scene per Manuel Ferrara's Reverse Gangbang 3 con Keisha Grey, Ryan Conner, Aria Alexander, Nina Elle, Karlee Grey, Cherie DeVille e Manuel Ferrara[16]
  - 2016 – Candidatura a Best POV Sex Scene per Manuel's Fucking POV 4 con Manuel Ferrara[16]
  - 2016 - Candidatura a Best Three-Way Sex Scene - B/B/G per Big Round Asses con Mick Blue e Marco Banderas[16]
  - 2016 – Candidatura a Best Three-Way Sex Scene - G/G/B per Oil Overload 13 con Keisha Grey e Manuel Ferrara[16]
  - 2017 – Best Double Penetration Sex Scene per Abella con Mick Blue e Markus Dupree[17]
  - 2017 – Best Virtual Reality Sex Scene per Angel'n Danger con Joanna Angel e Manuel Ferrara[18]
  - 2017 – Best Star Showcase per Abella[19]
  - 2019 – Best Group Sex Scene per After Dark con Tori Black, Jessa Rhodes, Mia Malkova, Kira Noir, Vicki Chase, Angela White, Ana Foxxx, Bambino, Mick Blue, Ricky Johnson, Ryan Driller e Alex Jones[20]
  - 2019 – Most Epic Ass (Fan Award)[21]
  - 2020 – Most Epic Ass (Fan Award)[22]
  - 2021 – Most Epic Ass (Fan Award)[23]
  - 2022 – Most Epic Ass (Fan Award)[24]
  - 2023 – Most Amazing Ass (Fan Award)[25]
  - 2024 – Most Amazing Ass (Fan Award)[26]
  - 2025 – Most Amazing Ass (Fan Award)[27]
- XBIZ Awards
  - 2016 - Best New Starlet[28]
  - 2016 – Candidatura a Best Actress – Parody Release per Sleeping With Danger[29]
  - 2016 – Candidatura a Best Sex Scene – All-Girl per Buttslammers con Adriana Chechik, Carter Cruise e Phoenix Marie[29]
  - 2016 – Candidatura a Best Sex Scene – All-Girl con Alexis Texas e A.J. Applegate per Big Booty Tryouts[29]
  - 2018 – Best Sex Scene - Gonzo Release per Fucking Flexible 2 con Markus Dupree[30]
  - 2018 – Best Sex Scene - Comedy Release per Jews Loves Black Cock con Joanna Angel e Isiah Maxwell[31]
  - 2020 – Best Sex Scene - Erotic-Themed per Her and Him con Small Hands[32]
- XRCO Awards
  - 2016 – Best New Starlet[33]
  - 2018 – Orgasmic Analist[34]
  - 2019 – Awesome Analist[35]
  - 2020 – Awesome Analist[36]